# Matthäus Taferner
Matthäus Taferner (Klagenfurt, Austria, 30 de enero de 2001) es un futbolista austríaco que juega como centrocampista en el WSG Tirol de la Bundesliga austríaca.

## Trayectoria

### Wacker Innsbruck
Comenzó su carrera en el F. C. Wacker Inssbruck. En 2015 se incorporó a la Fußballakademie Tirol, mientras asistía al Bundes-Oberstufenrealgymnasium Innsbruck, un gimnasio con una rama para atletas de competición.
El 27 de mayo de 2017, que ya había atraído el interés del club alemán SC Friburgo, debutó con el equipo de reserva del Wacker Innsbruck en la Austrian Regional League al ser sustituido en el minuto 60 por Sandro Gavrić en la derrota por 2-1 ante el USC Eugendorf.
En septiembre de 2017 fue ascendido al primer equipo por el entrenador Karl Daxbacher. Debutó en la 2. Liga austríaca de segunda división ese mismo mes, cuando fue sustituido por Daniele Gabriele en el minuto 84 de la victoria a domicilio de los tiroleses por 4-0 ante el SC Austria Lustenau el 29 de septiembre de 2017. Esta aparición supuso que se convirtiera en el primer jugador de la segunda división del fútbol austríaco nacido en el siglo XXI. Con el Wacker Innsbruck consiguió el ascenso a la Bundesliga austríaca al final de la temporada.
Debutó en la Bundesliga en abril de 2019 en una derrota por 3-1 contra el SV Mattersburgo. Al mes siguiente marcó su primer gol en la máxima liga austriaca en un 4-0, también contra el Mattersburg. Al final de la temporada, sufrió el descenso con el Innsbruck después de una temporada, terminando en el último lugar de la tabla de la Bundesliga.

### Dnamo Dresde
El 25 de junio de 2019, el club de la 2. Bundesliga, el Dinamo Dresde, confirmó su fichaje, procedente del Wacker Innsbruck, con un contrato de cuatro años. En Dresde, solo jugó cuatro veces y fue enviado a préstamo a su antiguo club, el Wacker Innsbruck, en enero de 2020.

### Wolfsberger AC
En el verano de 2020 regresó a Austria, fichando por el Wolfsberger AC por una cantidad no revelada.

## Selección nacional
El 24 de abril de 2016, debutó con la selección austriaca sub-15 en un empate 3-3 contra sus pares de México en el Wörthersee Stadion de Klagenfurt. Siguieron otras apariciones el 26 de abril contra Noruega y el 29 de abril contra Brasil. El 9 de abril de 2017, jugó en su tierra natal del Tirol, en Jenbach, en el partido internacional amistoso contra Turquía (1-3) para la selección austriaca sub-16.
En el verano de 2017 fue seleccionado por el seleccionador Rupert Marko para la selección sub-17 de Austria para la Copa Toto internacional. El 30 de agosto de 2017, marcó su primer gol internacional en Sillian en el minuto 79 del partido, poniendo el broche de oro a la victoria por 4-0 en el amistoso contra los compañeros de Finlandia. En total, jugó cinco partidos con la selección sub-17.
En marzo de 2021 debutó como internacional con la selección sub-21 de Austria contra Arabia Saudita.

## Estadísticas

### Clubes
Actualizado al último partido disputado el 3 de noviembre de 2024.
| Club                                | Div.          | Temporada     | Liga  | Liga  | Copas nacionales | Copas nacionales | Copas internacionales | Copas internacionales | Total | Total |
| Club                                | Div.          | Temporada     | Part. | Goles | Part.            | Goles            | Part.                 | Goles                 | Part. | Goles |
| ----------------------------------- | ------------- | ------------- | ----- | ----- | ---------------- | ---------------- | --------------------- | --------------------- | ----- | ----- |
| F. C. Wacker Innsbruck II · Austria | 3.ª           | 2016-17       | 1     | 0     | ―                | ―                | ―                     | ―                     | 1     | 0     |
| F. C. Wacker Innsbruck II · Austria | 3.ª           | 2017-18       | 23    | 4     | ―                | ―                | ―                     | ―                     | 23    | 4     |
| F. C. Wacker Innsbruck II · Austria | 2.ª           | 2018-19       | 21    | 3     | ―                | ―                | ―                     | ―                     | 21    | 3     |
| F. C. Wacker Innsbruck II · Austria | Total club    | Total club    | 45    | 7     | 0                | 0                | 0                     | 0                     | 45    | 7     |
| F. C. Wacker Inssbruck · Austria    | 2.ª           | 2017-18       | 1     | 0     | 0                | 0                | ―                     | ―                     | 1     | 0     |
| F. C. Wacker Inssbruck · Austria    | 1.ª           | 2018-19       | 7     | 1     | 0                | 0                | ―                     | ―                     | 7     | 1     |
| Dinamo Dresde · Alemania            | 2.ª           | 2019-20       | 4     | 0     | 0                | 0                | ―                     | ―                     | 4     | 0     |
| Dinamo Dresde · Alemania            | Total club    | Total club    | 4     | 0     | 0                | 0                | 0                     | 0                     | 4     | 0     |
| F. C. Wacker Innsbruck · Austria    | 2.ª           | 2019-20       | 9     | 1     | 2                | 0                | ―                     | ―                     | 11    | 1     |
| F. C. Wacker Innsbruck · Austria    | Total club    | Total club    | 17    | 2     | 2                | 0                | 0                     | 0                     | 19    | 2     |
| Wolfsberger AC · Austria            | 1.ª           | 2020-21       | 31    | 1     | 5                | 0                | 6                     | 0                     | 42    | 1     |
| Wolfsberger AC · Austria            | 1.ª           | 2021-22       | 30    | 1     | 5                | 4                | ―                     | ―                     | 35    | 5     |
| Wolfsberger AC · Austria            | 1.ª           | 2022-23       | 25    | 0     | 4                | 0                | 4                     | 0                     | 33    | 0     |
| Wolfsberger AC · Austria            | Total club    | Total club    | 86    | 2     | 14               | 4                | 10                    | 0                     | 110   | 6     |
| WSG Tirol · Austria                 | 1.ª           | 2023-24       | 29    | 1     | 1                | 0                | ―                     | ―                     | 30    | 1     |
| WSG Tirol · Austria                 | 1.ª           | 2024-25       | 12    | 1     | 3                | 0                | ―                     | ―                     | 15    | 1     |
| WSG Tirol · Austria                 | Total club    | Total club    | 41    | 2     | 4                | 0                | 0                     | 0                     | 45    | 2     |
| Total carrera                       | Total carrera | Total carrera | 193   | 13    | 20               | 4                | 10                    | 0                     | 223   | 17    |